# GNPS

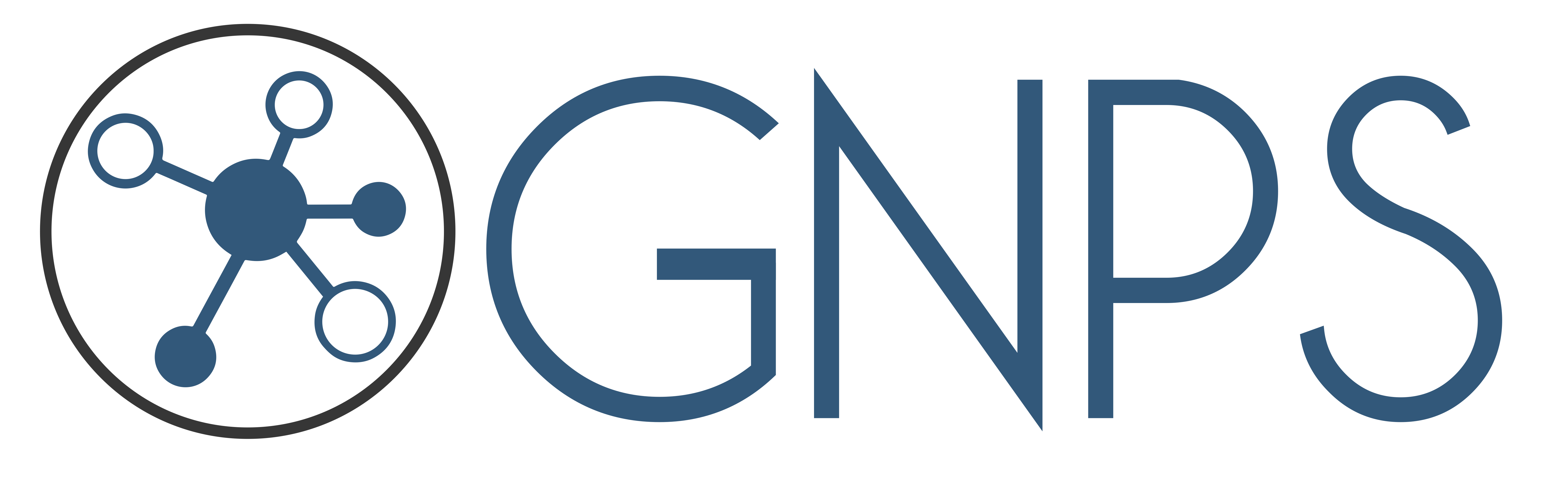
Logo

GNPS (Global Natural Product Social Molecular Networking) ist eine Massenspektrometrie-Datenbank und ein webbasiertes Verarbeitungswerkzeug für Massenspektren.

## Geschichte
GNPS war ursprünglich als System zur Ablage von Rohdaten und soziales Netzwerk konzipiert. Der Fokus lag auf der Identifizierung von kleinen Molekülen mittels Tandem-Massenspektrometrie mit dem Ziel die chemisch-analytische Erkenntnis mit biologischen Fragestellungen zu verknüpfen. Hierfür werden die Spektren entsprechend annotiert. Um auch während der COVID-19-Pandemie gemeinsam zu arbeiten, wurde das webbasierte GNPS Dashboard entwickelt, das Datenauswertung in einer Weboberfläche anbietet. Es erlaubt gemeinsam die Daten zu verarbeiten und Gutachtern im Peer Review die Verarbeitungsschritte nachzuvollziehen sowie letztendlich den FAIR-Prinzipien zu genügen. Da ähnliche chemische Strukturen auch ähnlich Fragmentierungsmuster erzeugen lassen sich mit GNPS auch Ionen zu strukturverwandten Substanzen zuordnen. Die Fähigkeit wurde zudem auf Gaschromatographie mit Massenspektrometrie-Kopplung erweitert. Zudem sind quantitative Analysen und die Auflösung von Isomerengemischen möglich. Dabei werden auch Daten aus Ionen-Mobilitäts-Spektrometern unterstützt.